# André-Louis Debierne
André-Louis Debierne, nascut a París el 14 de juliol de 1874 i traspassat també a París el 31 d'agost de 1949, va ser un químic francès que va descobrir l'actini el 1899.
Debierne va ser alumne de l'Escola Superior de física i de química industrials de la ciutat de París (9°). Va estudiar amb Charles Friedel i va ser un amic proper i col·laborador de Pierre Curie.

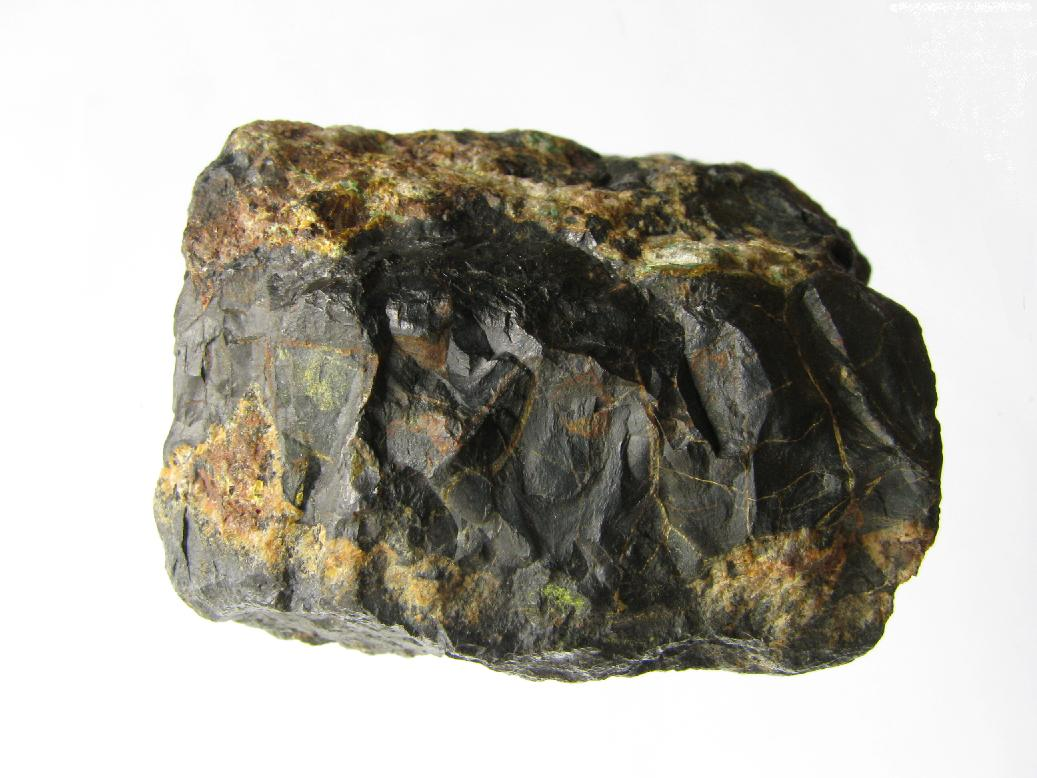
Pechblenda

El 1899, va descobrir l'element radioactiu actini (Z=89) en el mineral pechblenda (òxid d'urani) en un laboratori de l'Escola superior de física i de química industrials de la ciutat de París. Va demostrar el 1905 que l'actini forma heli en el moment de la seva desintegració. El 1910 va aïllar radi metàl·lic en una quantitat visible amb Marie Curie i va demostrar que també produïa heli en desintegrar-se, la qual cosa va permetre a Ernest Rutherford comprendre la radioactivitat alfa.
Va ser encarregat dels cursos de física general i termodinàmica a l'Escola superior de física i de química industrials de la ciutat de París, entre 1912 i 1939. El 1934, després de la defunció de Marie Curie, el va succeir com a professor a l'Institut del Radi.